# Liste der denkmalgeschützten Objekte in Neumarkt im Hausruckkreis
Die Liste der denkmalgeschützten Objekte in Neumarkt im Hausruckkreis enthält die 6 denkmalgeschützten, unbeweglichen Objekte der Gemeinde Neumarkt im Hausruckkreis in Oberösterreich (Bezirk Grieskirchen).

## Denkmäler
| Foto |                 | Denkmal                                                        | Standort                                    | Beschreibung | Metadaten |
| ---- | --------------- | -------------------------------------------------------------- | ------------------------------------------- | --- | --- |
| ja   | Datei hochladen | Dreifaltigkeitskapelle HERIS-ID: 83144 Objekt-ID: 97012        | neben Freiung 7 Standort KG: Neumarkt       | Die Kapelle wurde vom Brauer Gottlieb Krakowitzer (1682–1772) gestiftet und 1854 renoviert und erweitert. 1952 wurde sie bei einem Sturm durch eine umgestürzte Linde so schwer beschädigt, dass sie abgetragen werden musste. Sie wurde 1954 neu gebaut und mit den erhaltenen und renovierten Statuen versehen. | BDA-Hist.: Q38179976 Status: § 2a Stand der BDA-Liste: 2025-06-30 Name: Dreifaltigkeitskapelle GstNr.: 56/3                                                        |
| ja   | Datei hochladen | Friedhofsgebäude HERIS-ID: 83143 Objekt-ID: 97011              | Kalvarienbergstraße 1 Standort KG: Neumarkt | | BDA-Hist.: Q38179960 Status: § 2a Stand der BDA-Liste: 2025-06-30 Name: Friedhofsgebäude GstNr.: 223 Cemetery Neumarkt im Hausruckkreis, Upper Austria             |
| ja   | Datei hochladen | Kalvarienbergkirche HERIS-ID: 83127 Objekt-ID: 96995           | Kalvarienbergstraße Standort KG: Neumarkt   | Der Kalvarienberg war bis ins 18. Jahrhundert ein Hinrichtungsplatz und trug den Namen „Galgenholz“. 1720 wurde ein kleines Holzkirchlein am Ende der 1713 errichteten Kapellenreihe gebaut. Der Bau der gemauerten Andachtsstätte erfolgte in den Jahren 1737 und 1738. Die Kapelle hat ein Schiff mit zwei Jochen und einem Tonnengewölbe. Die südliche Fassade hat einen geschwungenen Giebel mit Nischen für Bilder beziehungsweise Statuen. Der einjochige Chor ist eingezogen und hat einen halbelliptischen Schluss. Die Einrichtung besteht aus einer Kreuzigungsgruppe und Seitenaltären (hl. Leonhard und hl. Notburga) aus der ersten Hälfte des 18. Jahrhunderts. Die Kreuzigungsgruppe stammt vermutlich aus der Werkstätte der Schwanthaler. | BDA-Hist.: Q38179874 Status: § 2a Stand der BDA-Liste: 2025-06-30 Name: Kalvarienbergkirche GstNr.: .121 Kalvarienberg in Neumarkt im Hausruckkreis                |
| ja   | Datei hochladen | Sieben Kalvarienbergkapellen HERIS-ID: 52430 Objekt-ID: 59189  | Kalvarienbergstraße Standort KG: Neumarkt   | Der Kalvarienberg war bis ins 18. Jahrhundert eine Hinrichtungsstätte. Nach der Pest von 1713 ließen Neumarkter Bürger die 5 mittleren Kapellen aus Holz errichten und nannten sie „Rosenkranzkapellen“. Die erste und die letzte Kapelle wurden erst später aufgebaut. | BDA-Hist.: Q38051298 Status: § 2a Stand der BDA-Liste: 2025-06-30 Name: Sieben Kalvarienbergkapellen GstNr.: 311, 312/1 Kalvarienberg in Neumarkt im Hausruckkreis |
| ja   | Datei hochladen | Kath. Pfarrkirche hl. Florian HERIS-ID: 52431 Objekt-ID: 59192 | Marktplatz 25 Standort KG: Neumarkt         | Die in den Jahren 1892 und 1893 erbaute Kirche ist dem hl. Florian geweiht. Das breite Schiff hat zwei Joche und eine Hängekuppelgewölbe. Der Chor mit dem Halbkreisschluss ist gegenüber dem Langhaus eingezogen. Das Gemälde mit der Darstellung der Verkündigung Marias vom Ende des 18. Jahrhunderts wird der Kremser-Schmidt-Schule zugeschrieben. | BDA-Hist.: Q22078215 Status: § 2a Stand der BDA-Liste: 2025-06-30 Name: Kath. Pfarrkirche hl. Florian GstNr.: .82 Pfarrkirche Neumarkt im Hausruckkreis            |
| ja   | Datei hochladen | Kriegerdenkmal HERIS-ID: 83145 Objekt-ID: 97013                | Schulstraße 20, vor Standort KG: Neumarkt   | | BDA-Hist.: Q38179987 Status: Bescheid Stand der BDA-Liste: 2025-06-30 Name: Kriegerdenkmal GstNr.: 714/10                                                          |

## Ehemalige Denkmäler
| Foto |                 | Denkmal                                              | Standort                             | Beschreibung | Metadaten                                                                                        |
| ---- | --------------- | ---------------------------------------------------- | ------------------------------------ | ------------ | ------------------------------------------------------------------------------------------------ |
| ja   | Datei hochladen | Volksschule HERIS-ID: 83142 Objekt-ID: 97010bis 2022 | Schulstraße 18 Standort KG: Neumarkt |              | BDA-Hist.: Q38179947 Status: § 2a Stand der BDA-Liste: 2022-07-01 Name: Volksschule GstNr.: .341 |